# نور الدين عفيفي
لواء أركان حرب / محمد نور الدين عفيفي (1926 - 1996) قائد عسكري وسياسي مصري، تولى عدة مناصب بارزة منها محافظ جنوب سيناء ومحافظ البحيرة ورئيس جهاز المخابرات العامة.

## حياته المهنية
- رئيس جهاز المخابرات العامة (1992 - 1993).[3]
- محافظ البحيرة (20 أغسطس 1991 - 6 مايو 1992).[4][5]:112
- محافظ جنوب سيناء (13 يوليو 1986 - 19 أغسطس 1991).[6][5]:114
- مدير إدارة الشرطة العسكرية (شغل هذا المنصب خلال أحداث مايو 1971).[7]:335[8]:104
- مدير إدارة شؤون ضباط القوات المسلحة.